# Nu au miroir
Nu au miroir est un tableau réalisé par le peintre espagnol Joan Miró en 1919. Cette huile sur toile représente une femme nue assise tenant un miroir à main. Elle est conservée au sein de la Kunstsammlung Nordrhein-Westfalen, à Düsseldorf.

## Expositions
- Joan Miró: Schnecke Frau Blume Stern, Museum Kunstpalast, Düsseldorf, 2002 — n°3.